# Pasterzewo
Pasterzewo (deutsch Pastern) ist ein Ort in der polnischen Woiwodschaft Ermland-Masuren und gehört zur Gmina Reszel (Stadt- und Landgemeinde Rößel) im Powiat Kętrzyński (Kreis Rastenburg).

## Geographische Lage
Pasterzewo liegt nördlich des Pasternscher Sees (polnisch Jezioro Pasterzewo) in der nördlichen Mitte der Woiwodschaft Ermland-Masuren, 15 Kilometer südwestlich der Kreisstadt Kętrzyn (deutsch Rastenburg).

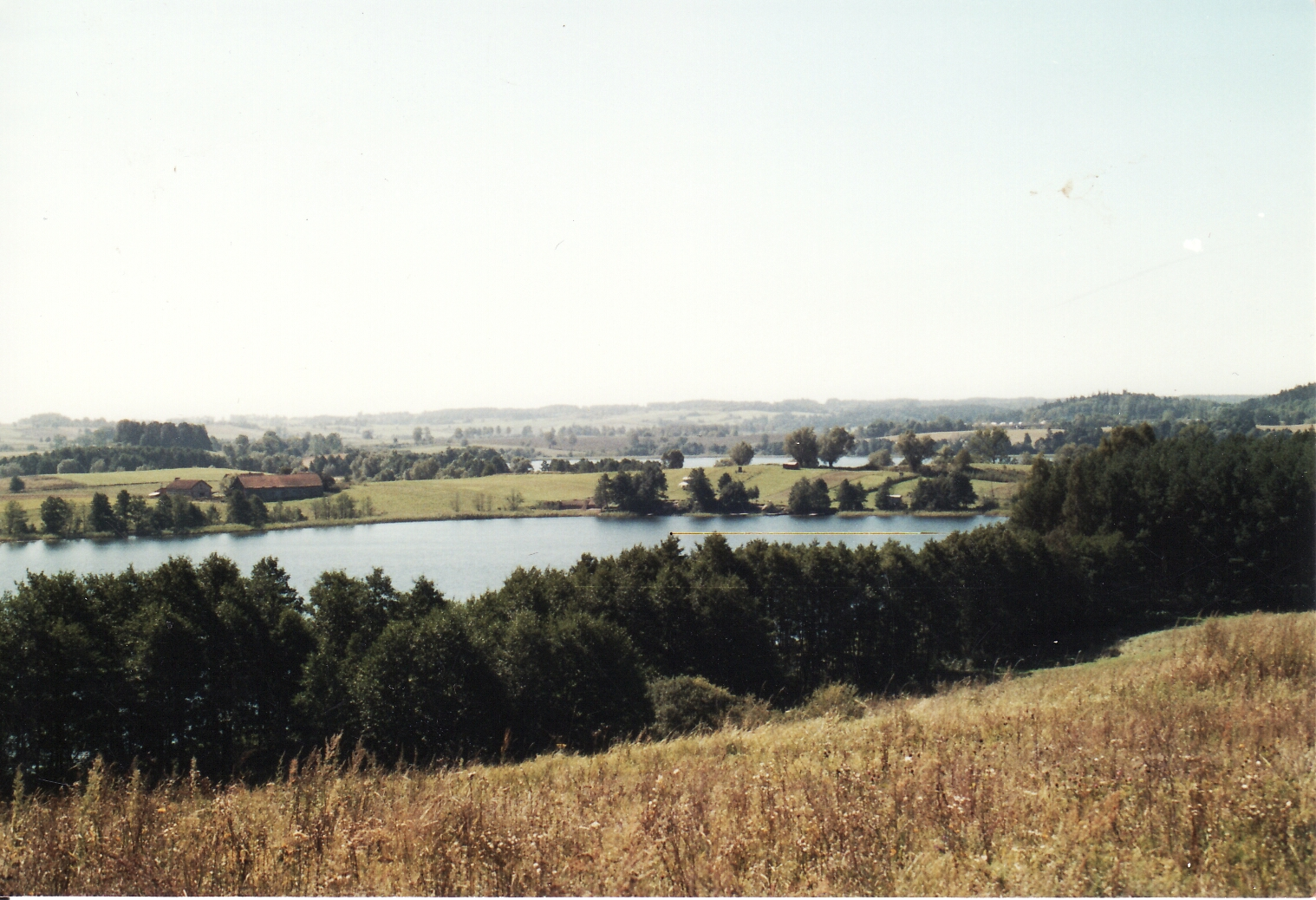
Seeblick bei Pasterzewo

## Geschichte
Das kleine Dorf Pastern wurde 1874 in den neu errichteten Amtsbezirk Rehstall (polnisch Stachowizna) eingegliedert, der zum Kreis Rastenburg im Regierungsbezirk Königsberg der preußischen Provinz Ostpreußen gehörte. Am 22. Juni 1929 wurde der Amtsbezirk in „Amtsbezirk Pülz“ umbenannt. Zwischen 1874 und 1929 war Pastern auch in das neugebildete Standesamt Rehstall einbezogen, das dann durch das Standesamt Pülz (polnisch Pilec) ersetzt wurde.
In Kriegsfolge kam 1945 das gesamte südliche Ostpreußen zu Polen. Davon war auch Pastern betroffen. Es erhielt die polnische Namensform „Pasterzewo“. Heute ist es eine Ortschaft im Verbund der Stadt- und Landgemeinde Reszel (Rößel) im Powiat Kętrzyński (Kreis Rastenburg), bis 1998 der Woiwodschaft Olsztyn, seither der Woiwodschaft Ermland-Masuren zugehörig.

### Einwohnerzahlen
| Jahr | Anzahl |
| ---- | ------ |
| 1820 | 63     |
| 1885 | 180    |
| 1905 | 139    |
| 1910 | 127    |
| 1933 | 111    |
| 1939 | 108    |

## Kirche
Vor 1945 war Pastern in die evangelische Kirche Bäslack  (polnisch Bezławki) in der Kirchenprovinz Ostpreußen der Kirche der Altpreußischen Union sowie in die katholische Kirche Heiligelinde (polnisch Święta Lipka) im damaligen Bistum Ermland eingepfarrt. Heute gehört Pasterzewo zur evangelischen Pfarrei Kęrtzyn in der Diözese Masuren der Evangelisch-Augsburgischen Kirche in Polen sowie zur katholischen Pfarrei Święta Lipka im jetzigen Erzbistum Ermland innerhalb der polnischen katholischen Kirche.

## Verkehr
Pasterzewo ist von Widryny (Widrinnen) aus auf einem Landweg zu erreichen. Eine Bahnanbindung besteht nicht.